# Песчанское муниципальное образование (Самойловский район)
Песчанское муниципальное образование — сельское поселение в Самойловском районе Саратовской области Российской Федерации.
Административный центр — село Криуша.

## История
Статус и границы сельского поселения установлены Законом Саратовской области от 29 декабря 2004 года № 116-ЗСО «О муниципальных образованиях, входящих в состав Самойловского муниципального района».

## Население
| 2010  | 2011  | 2012  | 2013  | 2014  | 2015  | 2016  |
| ----- | ----- | ----- | ----- | ----- | ----- | ----- |
| 1870  | ↘1861 | ↘1796 | ↘1731 | ↘1684 | ↘1663 | ↘1623 |
| 2017  | 2018  | 2019  | 2020  | 2021  |       |       |
| ↘1591 | ↘1567 | ↘1532 | ↘1494 | ↘1449 |       |       |

## Состав сельского поселения
| № | Населённый пункт | Тип населённого пункта       | Население |
| - | ---------------- | ---------------------------- | --------- |
| 1 | Выскубов         | посёлок                      | 7         |
| 2 | Каменка          | село                         | ↘586      |
| 3 | Криуша           | село, административный центр | ↘537      |
| 4 | Песчанка         | село                         | ↘704      |
| 5 | Штейнгардт       | посёлок                      | 36        |